# Серийные убийства девушек в Детройте
Серийные убийства девушек в Детройте — серия убийств девушек, совершенных в период с 12 января по 17 декабря 1980 года на территории города Детройт, штат Мичиган. Некоторые из жертв были замечены в занятии проституцией и страдали наркотической зависимостью.  В ходе дальнейшего расследования в число подозреваемых в убийстве девушек попали сразу несколько человек, один из которых впоследствии были признан виновным за совершение некоторых из убийств, вследствие чего появилась версия, что убийства в Детройте в действительности были совершены несколькими преступниками.

## Хронология событий
В качестве жертв преступник выбирал девушек и женщин в возрасте от 17 до 33 лет. 12 из жертв были задушены. Серия убийств началась 12 января 1980 года после убийства 31-летней Лоис Джонсон. Ее обнаженное тело было обнаружено утром следующего дня. В ходе расследования было установлено что женщина страдала алкогольной зависимостью, но не была замечена в занятии проституцией. Преступник после совершения нападения нанес Лоис Джонсон 26 ударов ножом в область шеи, груди и брюшной полости, после чего сбросил ее тело в один из снежных сугробов.
Через месяц, 16 февраля выстрелом в голову из пистолета была убита 26-летняя проститутка Патрисия Рил. Ее убийство произошло на одной из улиц недалеко от центра города, однако это обстоятельство не помогло следствию установить личность убийцы.
10 марта произошло убийство 23-летней Хейзел Коннифф. Убитая являлась студенткой Оклендского университета. Перед исчезновением девушка закончила занятия в университете и отправилась на свидание со своим женихом, после чего пропала без вести. Ее труп был обнаружен недалеко от места жительства ее жениха. Девушка была задушена с помощью поводка для собак, который был обвязан вокруг ее шеи.
Через несколько дней была задушена 20-летняя Сесилия Джейкобс. Тело девушки без следов сексуального насилия было обнаружено полностью одетым на одной из улиц города. Джейкобс не была замужем, имела 4-летнего сына, однако не привлекалась к уголовной ответственности и не была замечена в проституции.
31 марта 1980 года на парковке своего жилого дома была обнаружена задушенной 26-летняя Деннис Данмор. Девушка была студенткой колледжа и пыталась построить музыкальную карьеру, работая бэк-вокалисткой в малоизвестных музыкальных коллективах. 30 марта Деннис Данмор вместе с другими музыкантами провела несколько часов на репетиции, после приняла участие в концерте, по окончании которого совместно с другими участниками группы отправилась на ужин. После ужина Данмор отправилась домой. Ее тело было обнаружено на парковке ее многоквартирного дома через час после того как она покинула ресторан. Как и в случае с убийством Джейкобс, преступник продемонстрировал выраженный ему образ действия. Деннис Данмор не подверглась перед смертью изнасилованию, а ее деньги и ювелирные украшения остались нетронутыми, благодаря чему следствие не смогло установить мотив совершения убийства.
Утром 11 апреля того же года было обнаружено тело 21-летней Арлит МакКуин. В ходе расследования было установлено, что вечером 10 апреля МакКуин закончила рабочий день в супермаркете, после чего села на автобус и отправилась домой. Ее тело было обнаружено недалеко от ее дома, но свидетелей преступления найдено не было.
19 апреля рано утром на одной из улиц Детройта было обнаружено тело 24-летней Джанетт Вудс. Женщина занималась проституцией и пропала без вести после того как отправилась на свидание со своим сожителем. Во время совершения нападения, убийца избил ее, изнасиловал и задушил, после чего перерезал ей горло.
Следующей жертвой стала 20-летняя Этта Фрейзер. Ее труп был обнаружен на территории заброшенного дома со следами пыток. Перед совершением убийства, преступник связал жертву, избил, подверг пыткам путем прижигания сигаретных окурков к ее телу, после чего задушил. В ходе расследования выяснилось, что погибшая не была замечена в занятии проституцией, но ранее привлекалась к уголовной ответственности за мошенничество и за ненадлежащее исполнение родительским обязанностей по отношению к своему малолетнему сыну.
Через несколько дней была убита Роузмэри Фрейзер. Женщина не являлась родственницей Этты Фрейзер, но ее убийца совершив на нее нападение, также связал ее, избил, подверг пыткам, после чего задушил. Роузмэри вела маргинальный образ жизни, страдала эпилепсией, проходила принудительное лечение в психиатрической клинике и была замечена в занятии проституцией, хотя ее родственники после ее смерти отрицали этот факт.
Рано утром 31 мая 1980 года на одной из улиц города была найдена задушенной 27-летняя Линда Монтейро, которая возвращалась домой после посещения ночного клуба. Монтейро не была проституткой, она с отличием закончила школу и на момент смерти была студенткой университета. Через два дня, 2 июня преступник совершил очередное убийство. Его жертвой стала 22-летняя Дайан Берк, которая являлась проституткой и страдала наркотической зависимостью. Девушка была задушена при помощи обрезка телефонного провода. Перед смертью преступник связал ее, после чего подверг сексуальному насилию, задушил, стянул ее нижнее белье до уровня колен и оставил ее труп, придав ему унизительную позу.
1 июля того же года была найдена убитой 17-летняя проститутка по имени Кассандра Джонсон. Очередное убийство было совершено 26 августа 1980 года. Погибшей оказалась 26-летняя Делорес Уиллис. Девушка погибла от последствий черепно-мозговой травмы, которая наступила от ряда  ударов по голове тяжелым предметом. Преступник нанес жертве удары с большой силой, благодаря чему у погибшей был проломлен череп и частично снят скальп. Уиллис как и погибшая Кассандра Джонсон также была замечена в занятии проституцией.
Вечером 29 сентября 1980 года 19-летняя студентка Полетт Вудворд позвонила свое матери и сообщила ей о том что направляется домой после окончания занятий в учебном заведении. Ее тело  было обнаружено на следующее утро. Вудворд была задушена и перед смертью подверглась избиению, но следов сексуального насилия на ее теле обнаружено не было.
Следующей жертвой серийного убийцы стала 26-летняя Бетти Ремберт, чье тело было обнаружено 8 октября 1980 года. Преступник нанес девушке удар ножом в область шеи и несколько ударов тяжелым предметом по голове, нанеся ей черепно-мозговую травму, от последствий которых она умерла. Было установлено, что девушка вела маргинальный образ жизни, имела троих детей, которые проживали с другими родственниками и привлекалась к уголовной ответственности за совершение краж и также была замечена в занятии проституции.
23 октября была убита 23-летняя Синтия Уоррен. Ее тело было обнаружено недалеко от квартала, на одной из улиц которого она занималась проституцией. Следующей жертвой убийцы стала 24-летняя Сесилия Нотт. 27 октября девушка отпраздновала свой 24-й день рождения в доме своих родителей, после чего уехала в другой район Детройта, где проживала и работала. Ее обнаженный труп со свитером, который был обмотан вокруг ее шеи - был обнаружен 30 октября недалеко от места, где было обнаружено тело жертвы Синтии Уоррен. В ходе расследования выяснилось, что Сесилия Нотт бросила школу в 11 классе, после чего начала вести бродяжнический образ жизни и заниматься проституцией. Ее мать отрицала этот факт, но заявила что не знает адрес, где проживала ее дочь и род ее деятельности
Последней подтвержденной жертвой преступника стала 30-летняя проститутка Дайан Картер, которая была застрелена выстрелом в голову 17 декабря того же года. Ее тело было обнаружено на территории заброшенного дома спустя восемь часов после того, как она была замечена в последний раз живой.

## Расследование
В ходе расследования одним из подозреваемых в совершении убийств стал 23-летний житель Детройта Дэвид Пэйтон, который был арестован 5 ноября 1980 года по обвинению в совершении нападения на девушку, которое произошло 28 октября. Согласно показаниям пострадавшей, Пэйтон принуждал ее к занятию оральным сексом под угрозой нанесения колото-резаных ран с помощью ножа. На момент ареста Пэйтон работал тренером женской команды по баскетболу в школе «Highland High School» и пользовался популярностью в округе, благодаря чему большая часть из его друзей и знакомых подвергали сомнению его виновность. Будучи одним из самых лучших спортсменов в школьные годы, Пэйтон успешно окончил школу Highland High School в 1975 году. Его выдающиеся результаты  позволили ему получить спортивную стипендию в университете Ксавье, расположенном в городе Цинциннати, штат Огайо, куда он переехал после окончания школы и стал выступать за баскетбольную команду университета, снова показав выдающиеся результаты.
Тем не менее подозрения в адрес Пэйтона усилились после того, как было установлено что ранее он уже попадал в поле зрения полиции за совершение аналогичных преступлений. Так он был арестован 20 октября 1979 года за попытку нападения на проститутку по имени Анита Хикс, после того как она отказала ему в предоставлении сексуальных услуг. Девушка в действительности была офицером полиции Детройта, действующей под прикрытием в рамках одной из полицейских операций. Пэйтон был признан виновным, но был осужден условно с назначением испытательного срока в виде 3 месяцев и выплатой штрафа в размере 100 долларов. Кроме этого, он был обязан пройти судебно-медицинское освидетельствование в  больнице «Herman Keifer Hospital». 30 января 1980 года, через неделю после того, как его испытательный срок подошел к концу, Пэйтон снова был арестован офицером Хикс в нескольких метрах от того места, где произошел октябрьский арест. Ему было предъявлено обвинение в сексуальных домогательствах. Суд отложил рассмотрение уголовного дела на две недели и отпустил Пэйтона на свободу под подписку о невыезде. 15 февраля того же года Дэвид Пэйтон был снова осужден условно с назначением испытательного срока в виде 1 года и выплатой штрафа в размере 300 долларов.
После ареста в ноябре 1980 года, Пэйтон подвергся допросу на установления причастности к совершению серийных убийств, в ходе которого признался в совершении убийств Бетти Джин Ремберт, Дайан Беркс, Роузмэри Фрейзер и Джанетт Вудс. В своих признаниях он заявил что в ходе общения с жертвами предлагал им 15 долларов в качестве оплаты за оральный секс, однако  после того как они отказывались предоставлять сексуальные услуги и требовали более высокой оплаты, он впадал в ярость и находясь в приступе гнева совершал убийства. Также он проверялся на причастность к совершению убийств четырех девушек, которые были убиты в период с 1977 года по 1979 год на территории города Цинциннати, где на тот момент проживал Пэйтон. Однако он настаивал на непричастности в совершении других убийств. Во время заключения Пэйтона было совершено убийство Сесилии Нотт, благодаря чему следствие впервые предположило тот факт, что убийства в действительности были совершены несколькими преступниками.
Также в число подозреваемых попал еще один местный житель Детройта - 36-летний Дональд Мерфи, который был арестован 15 декабря 1980 года по обвинению в совершении изнасилования 24-летней Шерил Харрис. Согласно свидетельствам Харрис, 13 декабря она пыталась автостопом добраться до своего дома и вскоре села в автомобиль Мерфи, который представился офицером полиции и предложил ее подвезти. После того как Шерил Харрис оказалась в салоне его автомобиля, Дональд Мерфи отправился на окраину города, после чего Харрис попыталась покинуть автомобиль и между ними завязалась борьба, в ходе которой под угрозой ножа, Мерфи подавил сопротивление жертвы, после чего избил и совершил попытку ее удушения деталями ее одежды. В результате действий преступника, Харрис потеряла сознание, после чего Мерфи изнасиловал ее и сбросил ее тело на одной из улиц города, где вскоре Харрис очнулась и сумела связаться с полицией, дав описание внешности Мерфи и автомобильный номер его автомобиля, на основании чего он был впоследствии арестован.
Также как и Дэвид Пэйтон, Мерфи ранее привлекался к уголовной ответственности за совершение различных преступлений. 10 октября 1967 года он был осужден за сексуальные домогательства по отношению к девушке и был приговорен к шести месяцам лишения свободы. В начале 1969 года Мерфи явился в один из банков Детройта и совершил попытку ограбления, но был арестован. 28 июля того же года он был осужден и приговорен к восьми годам тюремного заключения. Отбыв в заключении более трех лет, Мёрфи получил условно-досрочное освобождение и вышел на свободу 10 октября 1972 года. В 1973 году он был арестован во время проникновения со взломом на территорию чужой собственности. 13 февраля 1974 года он был осужден и получил в качестве уголовного наказания 5 лет лишения свободы с возможностью условно-досрочного освобождения по отбытии 1 года заключения. В декабре 1974 года Мерфи снова получил условно-досрочное освобождение и вышел на свободу. В начале 1980 года он был арестован полицией Детройта за незаконное хранение оружия, но 7 апреля того же года снова был условно осужден с назначением испытательного срока.
Так как во время нападения на Шерил Харрис, Мерфи связал ее руки за спиной, угрожал ножом и подверг избиению, после ареста, в конце декабре 1980 года он стал проверяться на причастность к совершению убийств Синтии Уоррен и Сесилии Нотт. Обе девушки занимались проституцией в квартале, где проживал Мерфи. В совершении убийств Уоррен и Нотт преступник продемонстрировал выраженный ему образ действия, как и в случае нападения Мерфи на Харрис. После ареста Мерфи, полиция получила ордер на обыск в его апартаментах и в салоне его автомобиля. В ходе обыска полиция обнаружила кирку с пятнами крови на ней и клок женских волос. Образцы волос были отправлены на судебно-биологическую экспертизу. В ходе микроскопического исследования было установлено, что волосы предположительно принадлежали одной из жертв - Бетти Ремберт. В ходе судебно-медицинской экспертизы пятен крови, найденных на кирке, следствие установило, группа крови соответствует группе крови жертве Синтии Уоррен, на голове которой были обнаружены следы, оставленным тупым предметом, в качестве которого могла быть использована кирка. На основании этих косвенных улик, в конце 1980 года, Дональду Мерфи были предъявлены обвинения в совершении двух убийств.
Вскоре после этого на одном из допросов Дональд Мерфи признался в совершении шести убийств, в том числе трех, в совершении которых ранее дал уже признательные показания Дэвид Пэйтон. Мерфи признался в совершении убийств Синтии Уоррен, Бетти Ремберт, Сесилии Нотт, Джанет Вудс, Дайан Беркс и Кассандры Джонсон. После этого Дэвид Пейтон отказался от своих первоначальных признательных показаний и заявил о своей невиновности. В марте 1981 года, обвинения с Пэйтона были сняты и он был отпущен на свободу. Оказавшись на свободе, Дэвид Пейтон предъявил прокуратуре округа Уэйн и руководству полицейского участка, где он подвергался допросам гражданский иск на возмещение морального вреда материальной компенсации в размере 15 миллионов долларов. Пэйтон заявил, что дал признательные показания, будучи под давлением следствия во время непрерывного 56-часового, во время которого были нарушены его конституционные права, а он сам подвергался пыткам.
В последующие месяцы Дональд Мерфи признался в совершении убийств еще четырех девушек, однако его показания отражали большое несоответствие в датах, географических данных и времен года, когда им якобы были совершены убийства. По его собственному признанию  он увлекался алкогольными напитками, страдал алкогольной зависимостью, следствием чего стала антероградная амнезия, благодаря чему он не помнил большую часть инцидентов, в которых принимал участие будучи в состоянии аффекта. В конечном итоге, несмотря на признательные показания в совершении 10 убийств, из-за отсутствия улик, Мерфи  официально было предъявлено обвинение в совершении только лишь двух.
27 января 1982 года, Дональд Мерфи был признан виновным в убийстве Синтии Уоррен и Сесилии Нотт, после чего ему было назначено уголовное наказание в виде 60 лет лишения свободы с возможностью условно-досрочного освобождения. После оглашения приговора, Мерфи выразил раскаяние в содеянном и попросил прощения у родственников жертв.
Помимо Пейтона и Мерфи, в числе подозреваемых находился серийный убийца Карл Уоттс, совершивший серию убийств на территории штатов Техас и  Мичиган в начале 1980-х годов. Признавшись в совершении 12 убийств на территории штата Техас в 1982 году, Уоттс проверялся на причастность к совершению убийств девушек на территории Детройта, Энн-Арбора и города Виндзор, в том числе в совершении убийств Хэйзел Коннифф и Денис Данмор. В середине 1982 года, Уоттс согласился в обмен на иммунитет от судебного преследования по обвинению в других убийствах - дать показания в совершении как минимум 12 убийств на территории этих городов,  однако власти штата Мичиган отказались от предоставления иммунитета, вследствие чего соглашения о признании вины не состоялось, масштаб преступлений Уоттса на территории штата Мичиган остался неизвестным и ему впоследствии никаких обвинений предъявлено не было.
В дальнейшие десятилетия, виновные в совершении убийств большинства жертв так и не были установлены.